# امانوئله زورلو
امانوئله زورلو (انگلیسی: Emmanuele Zurlo؛ زادهٔ ۷ فوریهٔ ۱۹۸۸) بازیکن فوتبال ساحلی اهل ایتالیا است.
وی همچنین در تیم ملی فوتبال ساحلی ایتالیا بازی کرده‌است.